# Аль-Батин (аэропорт)
Аль-Батин (араб. مطار البطين‎, ИАТА: AZI, ИКАО: OMAD) — международный аэропорт возле города Абу-Даби (расположен в 12 км от его центра) в ОАЭ, предназначенный для бизнес-джетов. Открылся в 1970 году как международный аэропорт Абу-Даби (не путать с нынешним международным аэропортом Абу-Даби), чтобы заменить предыдущий аэропорт города.

## История
Аэропорт был построен в 1960-х годах, а в 1970 году он был открыт как международный аэропорт Абу-Даби. В 1983 году Аль-Батин стал военной авиабазой.
С 17 августа 1990 года, перед началом войны в Персидском заливе, два подразделения ВВС США были переброшены в Аль-Батин. Первым подразделением, переброшенным в Аль-Батин, была 50-я эскадрилья тактических воздушных перевозок с базы ВВС Литл-Рок, штат Арканзас, с шестнадцатью транспортными самолетами Lockheed C-130E Hercules. С 26 августа 1990 года к ней присоединилась 41-я эскадрилья радиоэлектронной борьбы с базы ВВС Дэвис-Монтан, штат Аризона, с шестью штурмовиками Lockheed EC-130H Compass Call.
Аэропорт оставался военной авиабазой до 2008 года, когда стал гражданским аэропортом, специализирующимся на бизнес-джетах.

## Пункты назначения
Rotana Jet обслуживает в аэропорту частные самолёты, перенеся все регулярные коммерческие рейсы в Терминал 2 международного аэропорта Абу-Даби в октябре 2014 года.

## Почтовые марки
Аэропорт изображён на наборе почтовых марок, выпущенных Абу-Даби в марте 1969 года.